# Debila (distrito)
Debila é um distrito localizado na província de El Oued, Argélia, e cuja capital é a cidade de mesmo nome, Debila. A população total do distrito era de 47 913 habitantes, em 2008.

## Municípios
O distrito é composto por duas comunas:
- Debila
- Hassani Abdelkrim